# PFDN1
PFDN1‏ (Prefoldin subunit 1) هوَ بروتين يُشَفر بواسطة جين PFDN1 في الإنسان.